# Stefan Maaß
Stefan Maaß (* 1965 in Bremen) ist ein deutscher Schauspieler.
Der in München lebende Schauspieler studierte am Mozarteum in Salzburg sowie am Actor's Lab Theatre Toronto. Zwischen 1992 und 1994 spielte Stefan Maaß als erster die Rolle des Marco Busch in der ARD Familienserie Marienhof. Später sah man ihn in einzelnen Folgen verschiedener Fernsehserien wie Auf Achse, Der Fahnder, Solo für Sudmann, Duell zu dritt.
Von 2000 bis 2006 war er am Schauspielhaus Graz engagiert. Zwischen Februar 2006 und August 2007 spielte er an der Schauburg (München). Seit Oktober 2008 spielt er als Gast am Bayerischen Staatsschauspiel in München.
Zwischen 2010 und 2017 spielte er an verschiedenen Theatern in Deutschland und Österreich. So zum Beispiel am Mainfranken Theater Würzburg, am Stadttheater Fürth, am Vorarlberger Landestheater, am Studiotheater Stuttgart, am Freies Schauspiel Ensemble Frankfurt, sowie bei den Festspielen in Heppenheim.
In den Jahren 2017 und 2018 war er festes Ensemblemitglied am Theater Ulm unter der Intendanz von Andreas von Studnitz.

## Filmografie
- 1992–1994: Marienhof
- 1999: Der Pakt (Kurzfilm)
- 2000: Doppelpack
- 2000: Honolulu
- 2007: Königin der Nacht (Kurzfilm)
- 2012: SOKO 5113 „Hölle im Kopf“
- 2024: Wir für immer